# Dendrobium micronephelium
Dendrobium micronephelium är en orkidéart som beskrevs av Johannes Jacobus Smith. Dendrobium micronephelium ingår i släktet Dendrobium, och familjen orkidéer. Inga underarter finns listade i Catalogue of Life.